# Silbannacus
Silbannacus est un usurpateur romain pendant la période de l'Anarchie militaire, pratiquement inconnu. Les études numismatiques récentes proposent de la situer en 253

## Sources et interprétations
Le nom de Silbannacus est inconnu des sources écrites antiques, et ne figure sur aucune inscription. De surcroit le cognomen Silbannacus n'est répertorié dans aucune étude onomastique, pas plus que la variante Silvannacus, si l'on considère la possible transcription du V en B, sous l'influence du bêtacisme, altération courante en latin. On ne le connait que par son monnayage, particulièrement rare.
Une première monnaie romaine cédée en 1937 au British Museum est réputée provenir de Lorraine. Considérée comme authentique, elle donne son nom : IMP MAR SILBANNACVS AVG et au revers la mention VICTORIA AVG avec un Mercure tenant une victoire et un caducée,. La gravure de cette monnaie est de bonne qualité, ce qui fait penser dans un premier temps à une émission d'un atelier officiel à Rome, hypothèse abandonnée ensuite pour un atelier inconnu en Lorraine. Rattachant cette monnaie aux antoniniens de Philippe l'Arabe, le numismate Harold Mattingly émet la théorie d'un Silbannacus à la tête d'une révolte contre l'empereur romain Philippe l'Arabe (244-249), près de la frontière du Rhin. F. Hartmann sur la base d'Eutrope qui mentionne une guerre civile en Gaule sous Dèce sans préciser le nom du chef de la révolte propose de voir en Silbannacus un général révolté contre Dèce (249-251). Enfin, J. M. Doyen situe Silbannacus soit en 253, soit en 259/260, comme rival malheureux en Gaule de l'usurpateur Postume.
Un second antoninien a été trouvé, isolé et sans précision sur la trouvaille (région parisienne, vers 1980), en bon état et sans usure de circulation. L'avers porte IMP MAR SILBANNACVS AVG, le revers MARTI PROPVGT, avec Mars propugnator debout, appuyé sur son bouclier et tenant une lance dirigée pointe en bas. Le droit est du même coin que la précédente monnaie. Le revers fournit un indice certain de datation : la légende MARTI PROPVGT, d'une graphie exceptionnelle, et Mars dans cette attitude ne figurent que sur les seules monnaies de l'atelier de Rome à l'effigie d'Émilien, empereur officiel au cours du printemps et de l'été 253.
Partant du constat que ce second antoninien a été frappé par l'atelier monétaire de Rome, le seul en activité à ce moment, Sylviane Estiot propose le scénario suivant : à l'automne 253, l'empereur Émilien quitte Rome pour affronter Valérien et est tué en Italie du nord par ses soldats. Les fidèles d'Émilien restés à Rome auraient alors proclamé Silbannacus, et fait frapper monnaie en reprenant le thème d'un revers d'Émilien. Silbannacus aurait été peu après éliminé par les troupes de Valérien à l'arrivée de ce dernier à Rome. Les monnaies à l'effigie de Silbannacus circulèrent à Rome et auraient en partie été apportées en Gaule par les troupes que Gallien mena en 254 sur la frontière du Rhin.